# Абызово (озеро)
Абызово — озеро в черте г. Благовещенска Благовещенского района Республики Башкортостан Российской Федерации. Старица Белой (притока Камы). Популярный объект туризма и отдыха.
Образовалось по причине крутого поворота Белой. Площадь составляет 0,32 км².
Расположено в 40 километрах от города Уфы, административного центра Башкортостана. Возле озера находился посёлок Городок. Известны исторические стоянки (Кара-Абызское городище, «Грунтовый могильник Кара-Абыз-2»)
В 2016 году озеро стало уходить в карстовую воронку.
По данным государственного водного реестра России и геоинформационной системы водохозяйственного районирования территории РФ, подготовленной Федеральным агентством водных ресурсов, относится к Камскому бассейновому округу, речной бассейн — Кама, подбассейн — Белая. Водохозяйственный участок — Белая от г. Уфа до г. Бирск. Код объекта в реестре — 10010201511111100005821.